# VOEA Ngahau Siliva
VOEA Ngahau Siliva (P302) es un buque patrullero de clase guardián de Tonga. Fue entregado por Australia, que también otorgó su barco hermano, VOEA Ngahau Koula. 
Fue entregado formalmente al Reino de Tonga el 30 de octubre de 2020, en el astillero de Austal en Henderson, Australia Occidental. A la entrega asistieron la Alta Comisionada de Tonga en Australia, la princesa Lātūfuipeka Tukuʻaho, el  Teniente Coronel Tevita Siu Fifita, la ministra de Industria de Defensa australiana Melissa Price y la Contralmirante Wendy Malcolm.

## Historia operacional
El barco llegó a Nukualofa, el 16 de diciembre de 2020.  Para evitar la posibilidad de propagar la COVID-19 su tripulación fue puesta en cuarentena.
El rey Tupou VI puso en servicio el buque el 27 de enero de 2021. Tras la erupción del Hunga Tonga de 2022, Ngahau Siliva fue desplegado a Ha'apai  trasladando personal médico, agua potable, comida y carpas para los damnificados. El 21 de enero de 2022 fue desplegado a 'Eua para transportar suministros de socorro de emergencia.